# Гъ
Гъ – dwuznak cyrylicy wykorzystywany w zapisie języków: abazyńskiego, adygejskiego, agulskiego, arczyńskiego, awarskiego, cachurskiego, kabardyjskiego, karaczajsko-bałkarskiego, kumyckiego, lakijskiego, lezgińskiego, rutulskiego, tabasarańskiego i tackiego. W arczyńskim oznacza dźwięk [ʁ], czyli spółgłoskę szczelinową języczkową dźwięczną. W abazyńskim oznacza dźwięk [ɣ], czyli spółgłoskę szczelinową miękkopodniebienną dźwięczną.
Przykład użycia digrafu w arczyńskim: гъилиттут, co tłumaczy się jako ciepły.

## Kodowanie
| Forma     | Wygląd | Części składowe | Części składowe |
| --------- | ------ | --------------- | --------------- |
| majuskuła | Гъ     | U+0413 Г        | U+044A ъ        |
| minuskuła | гъ     | U+0433 г        | U+044A ъ        |